# Consiglio dei Trecento
Il Consiglio dei Trecento, o Maggiore, era uno degli organi costituzionali del Comune di Treviso.

## Funzioni
Al Consiglio dei Trecento era riservata la funzione legislativa: spettava infatti ad esso dettar leggi (statuta), modificarle, sospenderle e abrogarle, esprimersi sulle proposte delle curie del podestà, preventivamente approvate dal Consiglio dei Quaranta, decretare la guerra e la pace. 
Era inoltre sua competenza la stipulazione dei contratti pubblici, la designazione delle commissioni nelle varie contingenze e in generale ogni decisione riguardante il diritto pubblico.

### Elezione del Podestà
Ruolo fondamentale aveva il Consiglio nella nomina del Podestà, scelto dallo stesso tra i tre nomi proposti da otto consiglieri selezionati in modo da garantirne l'imparzialità e l'indipendenza.

## Composizione

### Numero
Il numero dei consiglieri variò nel tempo: da prima essi dovevano essere forse meno di duecento, giacché i primi documenti a noi giunti riportano la notizia dell'aumento tra i duecento e i duecentotrenta membri.
Nel 1314 il numero fu portato a cinquecento, purché tanti se ne fossero potuti trovare. Fu tuttavia specificato che si doveva pure continuare a chiamarlo "Consiglio dei Trecento".

### Requisiti di eleggibilità e modalità d'elezione
Requisiti per l'eleggibilità erano l'aver compiuto i venti anni, essere cittadini trevigiani (per parte di padre, di madre o per nascita propria) o, in alternativa, essere residenti in città o nei borghi da vent'anni, e possedere beni immobili per un valore di almeno cento lire di piccoli.
Esclusi restavano gli ecclesiastici e tutti coloro che godevano di privilegi ecclesiastici (prebende, immunità di foro, uffici..).
I membri del consiglio dovevano essere scelti in ciascuno dei quattro quartieri in cui era divisa la città: Duomo, di Mezzo, Oltre Cagnan e di Riva.

## Sede

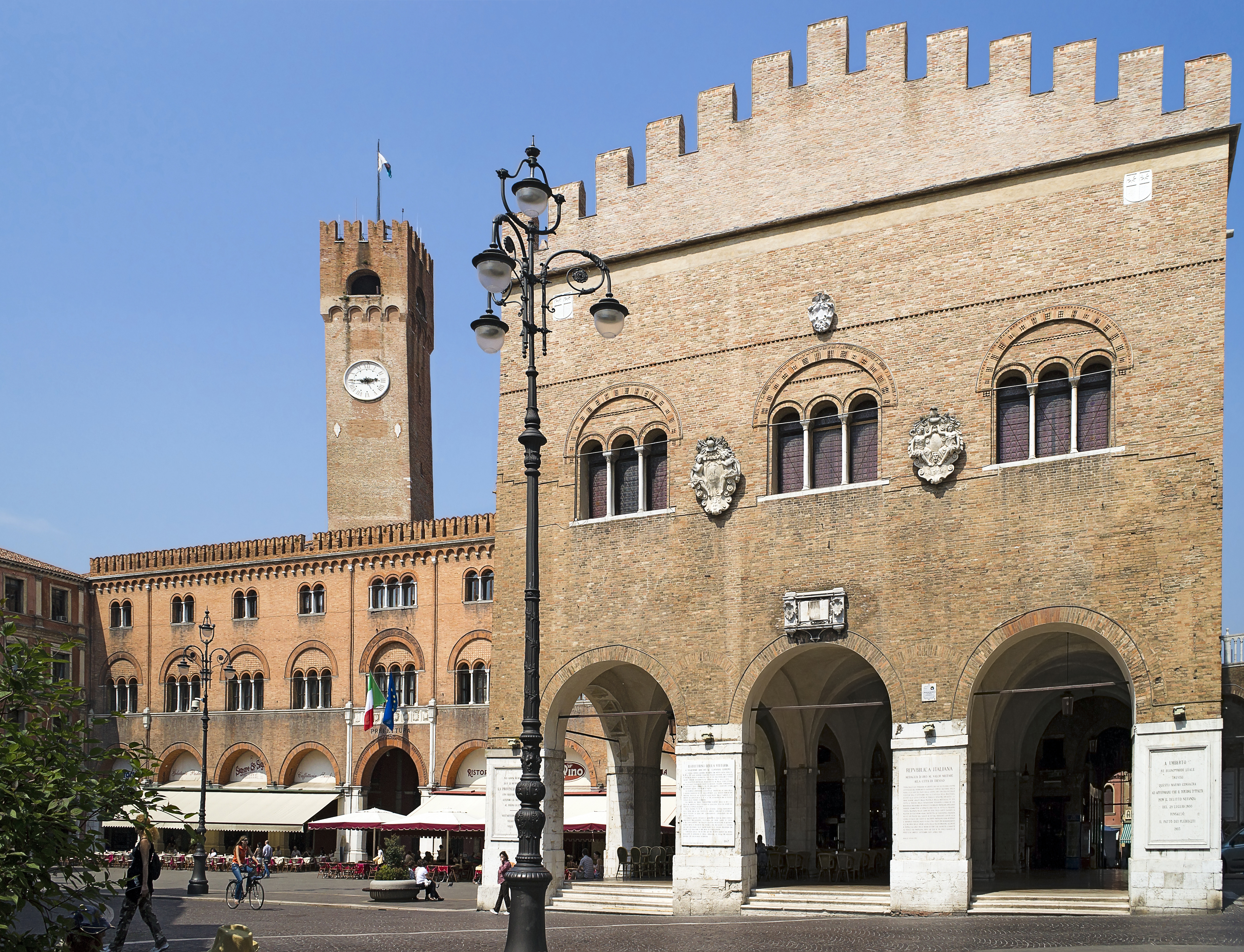
Piazza dei Signori e Palazzo dei Trecento

Il Palazzo fu costruito attorno al 1185 come sala per assemblee dei diversi organi del Comune di Treviso (Domus Comunis), in sostituzione di un più antico edificio nei pressi del Duomo. 
Nel corso dei decenni, oltre che sede del Maggior Consiglio, fu luogo di pubbliche assemblee (le Concione), sede del Tribunale dei Consoli, luogo in cui il Podestà amministrava la giustizia.